# Umbrello UML Modeller
Umbrello UML Modeller는 유닉스 계열 플랫폼에서뿐만 아니라 마이크로소프트 윈도우(KDE-윈도의 일부)에서 기본적으로 사용 가능한 자유 소프트웨어 UML 다이어그램 도구이다. 이것은 KDE SC 4의 일부이지만 다른 데스크톱 및 프로그래밍 환경에서 잘 작동한다.
Umbrello는 모든 표준 UML 다이어그램의 종류를 처리한다. 이것은 C++, IDL, 파스칼/델파이, 에이다, 파이썬 및 자바 로 작성된 코드를 리버스 엔지니어링을 할 수 있을 뿐만 아니라 PHP나 펄 코드 등 외부도구들로 생성된 XMI파일을 불러오고 다양한 프로그래밍 언어로 내보낸다.
Umbrello는 DocBook와 XHTML 형식으로 내보내게 함으로써 모델 컨텐츠의 전달을 가능하게 한다. 이것은 팀 구성원들이 Umbrello에 직접 액세스할 수 없거나 모델 컨텐츠가 웹 사이트에 개제 되어야 할 경우에서 공동 개발 노력을 위해 돕는다.
이것은 KDE의 kdesdk 모듈에 따라 릴리스된다.

## 지원되는 내보내기 프로그래밍 언어
- 액션스크립트
- 에이다
- C#
- C++
- D
- IDL
- 자바
- JavaScript
- Pascal
- Perl
- PHP
- 파이썬
- Ruby
- SQL
- Tcl
- XML Schema

## 같이 보기
- en:List of UML tools